# 타이슨 밸로
타이슨 브렛 밸로(Tyson Brett Ballou, 1976년 11월 14일 ~ )는 미국의 남자 모델이다.